# Bara roligt i Bullerbyn
Filmen med samma namn, se Bara roligt i Bullerbyn (film)
Bara roligt i Bullerbyn är en bok av Astrid Lindgren, som utkom 1952. Det är den tredje boken i serien om barnen i Bullerbyn.

### Fotnoter
1. ↑  ”Böckerna”. Astrid Lindgren (webbplats). http://www.astridlindgren.se/verken/bocker/textbocker. Läst 14 september 2012.